# Villy Sørensen
Villy Sørensen (* 13. Januar 1929 in Frederiksberg; † 16. Dezember 2001 in Kopenhagen) war ein dänischer Prosaschriftsteller, Philosoph, Übersetzer, Publizist und Literaturkritiker. 

## Biographie
Sørensen erhielt sein Abitur 1947 am Kopenhagener Vestre Borgerdyd Gymnasium. Danach studierte er an den Universitäten Kopenhagen und Freiburg Philosophie und Psychologie, brach sein Studium jedoch 1953 ohne Abschluss ab (1979 erhielt er allerdings einen Ehrendoktor der Universität Kopenhagen). In diesem Jahr veröffentlichte er auch sein literarisches Debüt Sære Historier, eine Sammlung von phantastischen Kurzgeschichten. Sære Historier gewann mehrere Preise und gilt vielen Kritikern als der Beginn des literarischen Modernismus in Dänemark.
In den folgenden Jahren lebte Sørensen in Hvidovre und arbeitete als Journalist. Ab 1959 gab er mit Klaus Rifbjerg die Zeitschrift Vindrosen heraus. Außerdem veröffentlichte er kulturkritische und philosophische Schriften, Essays, Bücher und weitere Prosasammlungen. 1965 wurde er Mitglied der Dänischen Akademie. Sørensen starb 2001 in Kopenhagen und wurde auf dem Friedhof von Taarbæk begraben.

## Wirken
Sørensen gilt als bedeutendster dänischer Philosoph des 20. Jahrhunderts. Beeinflusst wurde er vom Existenzialismus Martin Heideggers, dem Marxismus und Sigmund Freud. Seine Erzählungen werden mit denen Franz Kafkas verglichen. Sørensens Bedeutung zeigt sich auch darin, dass seine Werke teilweise in mehrere Sprachen übersetzt wurden. Zu den Werken, die von Sørensen ins Dänische übersetzt wurden, gehören Grimms Märchen sowie Das Schloss und Das Urteil von Franz Kafka. Außerdem gab er unter anderem Werke von Herman Bang und Søren Kierkegaard neu heraus.
Für sein literarisches Werk wurde er mehrfach ausgezeichnet, darunter mit dem Literaturpreis des Nordischen Rates, der wichtigsten Auszeichnung für Schriftsteller aus den nordischen Ländern.

## Werke (Auswahl)
- 1953: Sære Historier (dt. auszugsweise 1959 in Tiger in der Küche u. a. ungefährliche Geschichten)
- 1955: Ufarlige Historier (dt. auszugsweise 1959 in Tiger in der Küche u. a. ungefährliche Geschichten)
- 1964: Formynderfortællinger (dt. 1968, Vormundserzählungen)
- 1969: Hverken – eller
- 1976: Seneca – Humanisten ved Neros Hof (dt. 1984, Seneca – Ein Humanist an Neros Hof)
- 1978: Oprør fra midten (dt. 1979, Aufruhr der Mitte)
- 1982: Ragnarok – en gudefortælling (dt. 1984, Ragnarök: als es den Göttern zu dämmern begann)
- 1986: De mange og de enkelte og andre småhistorier (dt. 1990, Die Vielen und die Einzelnen und andere kleine Geschichten)
- 1989: Apollons oprør – de udødeliges historie (dt. 1991, Apolls Aufruhr: Die Geschichte der Unsterblichen)

## Auszeichnungen
- 1959: Dänischer Kritikerpreis
- 1962: Det Danske Akademis Store Pris
- 1965: Søren-Gyldendal-Preis
- 1968: Literaturpreis Drachmannlegatet
- 1973: Georg-Brandes-Preis für seine Essays Uden mål - og med
- 1974: Literaturpreis des Nordischen Rates, ebenfalls für Uden mål - og med
- 1982: Weekendavisens litteraturpris für Ragnarok. En gudefortælling
- 1986: Nordischer Preis der Schwedischen Akademie